# 1470-1479
De jaren 1470-1479 (van de christelijke jaartelling) zijn een decennium in de 15e eeuw.

## Belangrijke gebeurtenissen

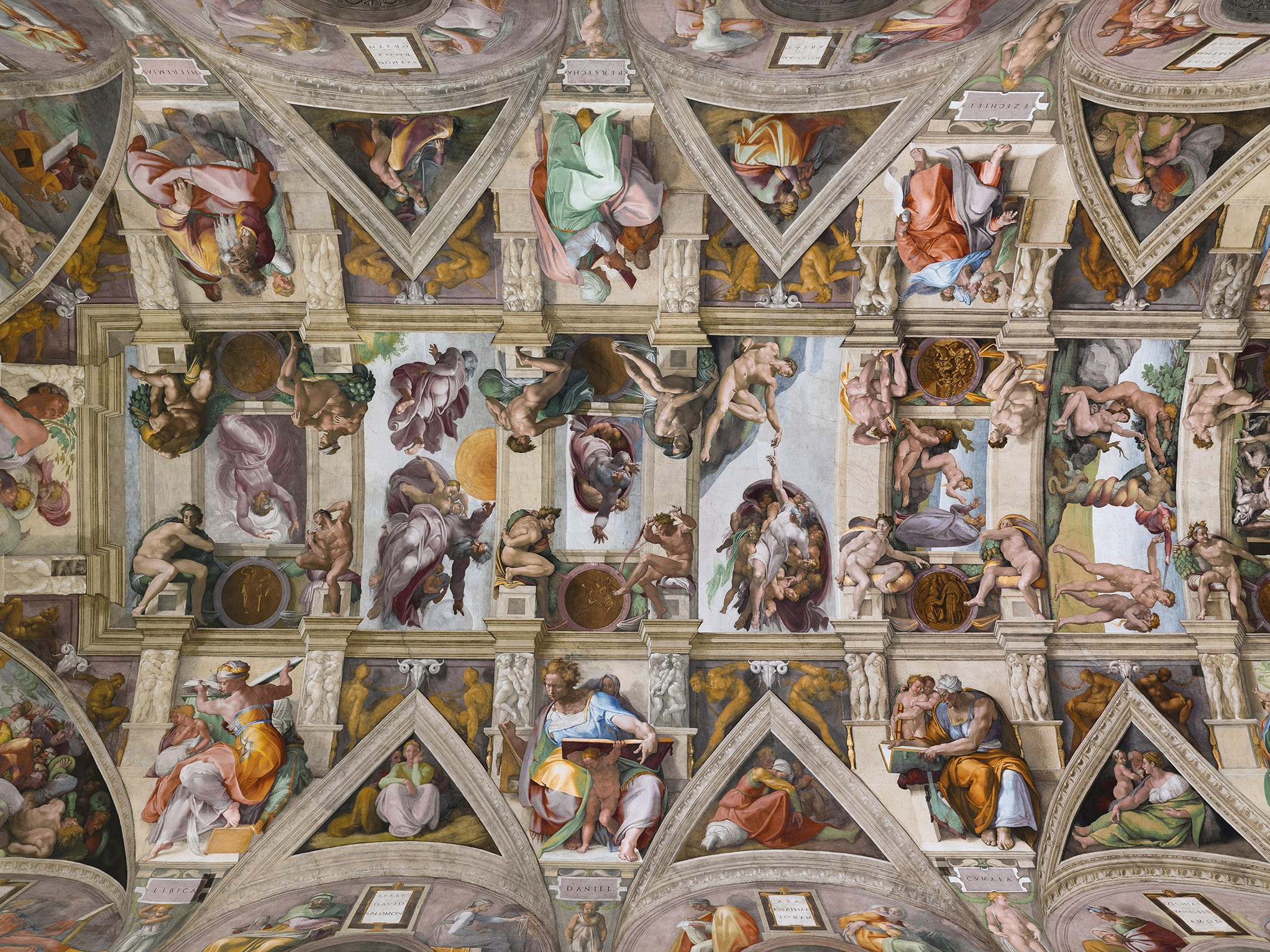
Het beschilderde gewelf van de Sixtijnse Kapel

### Europa
- In 1471 verovert grootvorst Ivan III van Moskou verovert Novgorod, waarna hij de landen van Novgorod in Moscovië opneemt.
- 1471 : Hendrik VI, Eduard van Westminster en Richard Neville sterven in hetzelfde jaar. Er komt een rustpauze in de Rozenoorlogen.
- 1471 : George van Podiebrad sterft, er breekt een oorlog uit om de opvolging op de troon van Bohemen tussen Matthias Corvinus, koning van Hongarije, en de Poolse prins Wladislaus.
- 1474 : De Vrede van Utrecht maakt een einde aan een handelsoorlog tussen steden in het Noordwestelijke deel van het Europese continent, die bij de Hanze zijn aangesloten en het koninkrijk Engeland. De hegemonie van de Hanze is doorbroken.
- De Bourgondische Oorlogen tussen het hertogdom en het Zwitsers Eedverbond duren van 1474 tot 1477 en eindigen in de dood van hertog Karel de Stoute.
- 1475 : Slag bij Vaslui. Stefanus III van Moldavië stuit de Ottomaanse opmars.
- 1476 : Vlad Dracula sneuvelt in een slag tegen de Ottomanen.
- 1477 : Slag bij Nancy. Karel de Stoute sneuvelt, de Bourgondische Successieoorlog breekt uit.
- 1477 : Hertogin Maria van Bourgondië huwt met Maximiliaan I van Oostenrijk.
- 1478 : Pazzi-samenzwering. Paus Sixtus IV probeert om het bestuur van de stad Florence, geregeerd door de Medici, in handen te krijgen
- 1478 : Grootvorst Ivan III van Moscovië voegt Novgorod bij zijn rijk.
- 1479 : De Verdrag van Alcáçovas maakt een einde aan de Castiliaanse successieoorlog.

### Lage Landen
- 1471 : Hertog Karel de Stoute van Bourgondië bevrijdt Arnold van Egmont, Hertog van Gelre. Arnold verkoopt zijn hertogdom en duidt Karel aan als zijn erfgenaam.
- 1473 : Arnold sterft, de Staten van Gelre duiden zijn zoon Adolf van Egmond aan als opvolger. Adolf wordt door Karel gevangengenomen.
- 1477 : Adolf vecht aan de zijde van Maria van Bourgondië en sneuvelt tijdens het Beleg van Doornik

### Christendom
- 1478 - Begin van de Spaanse Inquisitie.

### Azië
- Bhuvanaikabahu VI, koning van Ceylon, sticht het Koninkrijk Kandy.

### Ontdekkingsreizen
- 1470 : De Portugezen ontdekken Sao Tomé en Principe.

## Kunst en cultuur
- In Venetië komt de Franse drukker Nicolas Jenson tot massaproductie van boeken. Hij ontwerpt een lettercorps Romein en in de volgende jaren ook Griekse en gotische letters.
- In 1475: begint de paus met de bouw van de Sixtijnse Kapel, die hij pas in 1483 zal inwijden. Een blikvanger hierin zijn de talloze fresco's van Michelangelo.
- De Burgunderbeute of Bourgondische buit betreft een kwalitatief hoogstaande kunstverzameling die Karel de Stoute kort voor zijn dood te Nancy in 1477 aan de Zwitsers verliest. Deze kunstschat valt tegenwoordig te bewonderen in het Historisches Museum in Bern.

<< · 1470 · 1471 · 1472 · 1473 · 1474 · 1475 · 1476 · 1477 · 1478 · 1479 · >>
<< · 1400-1409 · 1410-1419 · 1420-1429 · 1430-1439 · 1440-1449 · 1450-1459 · 1460-1469 · 1470-1479 · 1480-1489 · 1490-1499 · >>